# Svenska motokulturföreningen
Svenska motokulturföreningen stiftades 1911 som en svensk sektion av Fédération internationale de motoculture i Paris men ombildades 1912 till en uteslutande svensk förening.
Ändamålet var att bland Sveriges jordbrukare sprida användandet av motorer såväl vid gårdarna som traktorer med mera i arbetet på åkerfälten (motokultur). 1927 ombildades Svenska motokulturföreningen  till Jordbrukstekniska föreningen varvid programmet utvidgades.